# Brachichila
Brachichila is een geslacht van kevers uit de familie van de loopkevers (Carabidae). De wetenschappelijke naam van het geslacht is voor het eerst geldig gepubliceerd in 1869 door Chaudoir.

## Soorten
Het geslacht Brachichila omvat de volgende soorten:
- Brachichila fischeri Kirschenhofer, 1994
- Brachichila hypocrita Chaudoir, 1869
- Brachichila maculata Kirschenhofer, 1996
- Brachichila malickyi Kirschenhofer, 1996
- Brachichila midas Kirschenhofer, 1994
- Brachichila rugulipennis Bates, 1892
- Brachichila sabahensis Kirschenhofer, 2010
- Brachichila vietnamensis Kirschenhofer, 1996